# Belles de Abaixo
Belles de Abaixo o Belles de Abajo es una aldea española situada en la parroquia de Macenda, del municipio de Boiro, en la provincia de La Coruña, Galicia.

## Demografía
| Gráfica de evolución demográfica de Belles de Abaixo entre 2000 y 2018 |
|                                                                        |
| Datos según el nomenclátor publicado por el INE.                       |